# Cordillera de Hirrampe
La cordillera de Hirrampe es un cordón de montañoso de baja altura situado al sur de la ribera del curso superior del río Cautín, pero después de su confluencia con el río Captrén, en la Región de La Araucanía.: 394 